# Wilne (rejon iziumski)
Wilne (ukr. Вільне) – wieś na Ukrainie, w obwodzie charkowskim, w rejonie iziumskim, w hromadzie Bałaklija. W 2001 liczyła 271 mieszkańców, wśród których 197 wskazało jako ojczysty język ukraiński, 71 rosyjski, 1 węgierski, a 2 inny.